# Saint Crispin Reef
Saint Crispin Reef är ett rev på Stora Barriärrevet i Australien.   Det ligger cirka 60 km nordost om Port Douglas i delstaten Queensland.